# Roeien op de Olympische Zomerspelen 1924
Roeien is een van de sporten die beoefend werden tijdens de Olympische Zomerspelen 1924 in Parijs.

## Heren

### skiff
| rang   | sporter         | land | tijd   |
| ------ | --------------- | ---- | ------ |
| Goud   | Jack Beresford  | GBR  | 7:49.2 |
| Zilver | William Gilmore | USA  | 7:54.0 |
| Brons  | Josef Schneider | SUI  | 8:01.1 |
| —      | Arthur Bull     | AUS  | DNF    |

### dubbel-twee
| rang   | sporters                                       | land | tijd   |
| ------ | ---------------------------------------------- | ---- | ------ |
| Goud   | Paul Costello John Brendan Kelly               | USA  | 6:34.0 |
| Zilver | Marc Detton Jean-Pierre Stock                  | FRA  | 6:38.0 |
| Brons  | Rudolf Bosshard Heinrich Thoma                 | SUI  |        |
| 4      | Carlos Castello-Branco Edmundo Castello-Branco | BRA  |        |

### twee-zonder-stuurman
| rang   | sporters                         | land | tijd   |
| ------ | -------------------------------- | ---- | ------ |
| Goud   | Teun Beijnen Willy Rösingh       | NED  | 8:19.4 |
| Zilver | Maurice Bouton Georges Piot      | FRA  | 8:21.6 |
| —      | Gordon Killick Charles Southgate | GBR  | DNS    |

De Britse ploeg startte niet in hun finale wedstrijd; volgens de IOC database werd de bronzen medaille niet toegekend.

### twee-met-stuurman
| rang   | sporters                                                        | land | tijd   |
| ------ | --------------------------------------------------------------- | ---- | ------ |
| Goud   | Edouard Candeveau Alfred Felber Emil Lachapelle (stuurman)      | SUI  | 8:39.0 |
| Zilver | Ercole Olgeni Giovanni Scatturin Gino Sopracordevole (stuurman) | ITA  | 8:39.1 |
| Brons  | Leon Butler Harold Wilson Edward Jennings (stuurman)            | USA  |        |
| 4      | Eugène Constant Raymond Talleux Marcel Lepan (stuurman)         | FRA  |        |

### vier-zonder-stuurman
| rang   | sporters                                                   | land | tijd   |
| ------ | ---------------------------------------------------------- | ---- | ------ |
| Goud   | Charles Eley James MacNabb Robert Morrison Terence Sanders | GBR  | 7:08.6 |
| Zilver | Archibald Black George Mackay Colin Finlayson William Wood | CAN  | 7:18.0 |
| Brons  | Émile Albrecht Alfred Probst Eugen Sigg Hans Walter        | SUI  |        |
| 4      | Théo Cremnitz Jean Camuset Henri Bonzano Albert Bonzano    | FRA  |        |

### vier-met-stuurman
| rang   | sporters                                                                                         | land | tijd   |
| ------ | ------------------------------------------------------------------------------------------------ | ---- | ------ |
| Goud   | Émile Albrecht Alfred Probst Eugen Sigg Hans Walter Emil Lachapelle (stuurman)                   | SUI  | 6:54.0 |
| Zilver | Eugène Constant Louis Gressier Georges Lecointe Raymond Talleux Marcel Lepan (stuurman)          | FRA  | 6:58.0 |
| Brons  | Robert Gerhardt Sidney Jelinek Edward Mitchell Henry Welsford John Kennedy (stuurman)            | USA  |        |
| 4      | Renato Berninzone Marcello Casanova Gastone Cerato Jean Cipollina Massimo Ballestrero (stuurman) | ITA  |        |
| —      | Jo Brandsma Jacob Brandsma Dirk Fortuin Jean Baptiste van Silfhout Louis Dekker (stuurman)       | NED  | DNF    |

### acht
| rang   | sporters | land | tijd   |
| ------ | --- | ---- | ------ |
| Goud   | Leonard Carpenter Howard Kingsbury Alfred Lindley John Miller James Rockefeller Frederick Sheffield Benjamin Spock Alfred Wilson Laurence Stoddard (stuurman)          | USA  | 6:33.4 |
| Zilver | Arthur Bell Robert Hunter William Langford Harold Little John Smith Warren Snyder Norman Taylor William Wallace Ivor Campbell (stuurman)                               | CAN  | 6:49.0 |
| Brons  | Antonio Cattalinich Francesco Cattalinich Simeone Cattalinich Giuseppe Crivelli Latino Gallasso Pietro Ivanov Bruno Sorich Carlo Toniatti Vittorio Gliubich (stuurman) | ITA  |        |
| 4      | Reginald Bare Edward Chandler Horace Debenham Hugh Dulley Stephen Ian Fairbairn Arthur Long Harold Morphy Charles Rew Jack Godwin (stuurman)                           | GBR  |        |

## Medaillespiegel
| rang   | land             | goud | zilver | brons | totaal |
| ------ | ---------------- | ---- | ------ | ----- | ------ |
| 1      | Verenigde Staten | 2    | 1      | 2     | 5      |
| 2      | Zwitserland      | 2    | 0      | 3     | 5      |
| 3      | Groot-Brittannië | 2    | 0      | 0     | 2      |
| 4      | Nederland        | 1    | 0      | 0     | 1      |
| 5      | Frankrijk        | 0    | 3      | 0     | 3      |
| 6      | Canada           | 0    | 2      | 0     | 2      |
| 7      | Italië           | 0    | 1      | 1     | 2      |
| totaal | totaal           | 7    | 7      | 6     | 20     |